# House of Mouse
House of Mouse (Brasil: O Point do Mickey / Portugal: House of Mouse/Clube do Mickey), foi um programa onde são reapresentados de clássicos a estreias da animação de Walt Disney.
O programa é apresentado pelo camundongo mais famoso do mundo, o Mickey, e os personagens famosos dos estúdios Disney tentam defender a casa de shows de Bafo, o vilão das HQs Disney.
No Brasil, a série foi primeiramente exibida no Disney Channel e no SBT, pelos programas Bom Dia e Cia, Sábado Animado e Festolândia. Logo depois, estava sendo exibido na grade da programação da Rede Globo mas foi substituído por Pato Donald e Seus Sobrinhos, também da Walt Disney.
Em Portugal, o programa foi emitido pelo Disney Channel, pela SIC, no espaço infanto-juvenil Disney Kids, pelo Disney Channel e pelo Disney Cinemagic (já extinto em Portugal).

## Sinopse
Mickey e Donald são os sócios do Point do Mickey. Mickey é o apresentador dos shows e faz de tudo para que nada saia errado, mas fica perdido se a equilibrada Minnie não está por perto. Mal humorado e seguro de si, Donald está sempre tentando ser a estrela do show, mas geralmente faz a maior bagunça. Amável, o desajeitado Pateta é o desengonçado maitrê, enquanto Margarida é a promotora de uma seleta lista de convidados. Outros personagens favoritos da Disney como Pluto, Max, Horácio, Clarabela e Huguinho, Zezinho e Luizinho também trabalham no clube noturno.
Sempre ameaçando fechar a casa, o tirânico proprietário do local onde a casa está instalada, João Bafo de Onça, nunca cansa de tentar achar um erro de Mickey e Donald para encerrar a escritura deles. Mas, de alguma forma, Mickey, Donald, Minnie e seus amigos sempre fazem de tudo para que o show nunca acabe.

## Filmes
| Temporada | Episódios | Originalmente exibido  | Originalmente exibido |
| --------- | --------- | ---------------------- | --------------------- |
| 01        | 13        | 13 de janeiro de 2001  | 14 de abril de 2001   |
| 02        | 13        | 22 de setembro de 2001 | 18 de maio de 2002    |
| 03        | 26        | 02 de setembro de 2002 | 24 de outubro de 2003 |

| Noº | Filmes                                                      | Originalmente exibido            | Originalmente exibido            |
| --- | ----------------------------------------------------------- | -------------------------------- | -------------------------------- |
| 01  | Mickey's Magical Christmas: Snowed in at the House of Mouse | VHS / DVD: 6 de novembro de 2001 | VHS / DVD: 6 de novembro de 2001 |
| 02  | Mickey's House of Villains                                  | VHS / DVD: 3 de setembro de 2002 | VHS / DVD: 3 de setembro de 2002 |